# Prionops
Prionops és un gènere d'aus més aviat petites, de l'ordre dels passeriformes que van ser incloses amb els botxins, a la família dels lànids (Laniidae), però que avui s'inclouen als vàngids (Vangidae).
L'aspecte és similar al dels botxins, però una mica més acolorits i amb una cresta distintiva o un altre ornament cefàlic, com ara carúncules facials. Són aus africanes que viuen als matolls i zones forestals obertes. Tenen hàbits alimentaris similars als dels botxins, caçant insectes i altres preses petites des d'una posta a un arbre o arbust. Són aus sociable i sorolloses. Ponen 2 - 4 ous en nius delicats i molt amagats.

## Taxonomia
La classificació del Congrés Ornitològic Internacional (version 2.3, 2009) inclou al gènere Prionops com l'únic de la família dels prionòpids (Prionopidae). En altres classificacions s'inclou en aquesta família a més, els gèneres Tephrodornis i Philentoma, que el IOC situa a la família dels tefrodornítids (Tephrodornithidae).
S'hi han distingit 8 espècies:
- prionop crestablanc (Prionops plumatus).[2]
- prionop crestagrís (Prionops poliolophus).[3]
- prionop crestagroc (Prionops alberti).[4]
- prionop de capell (Prionops caniceps).
- prionop ventre-rogenc (Prionops rufiventris).
- prionop de Retz (Prionops retzii).
- prionop de Gabela (Prionops gabela).
- prionop front-rogenc (Prionops scopifrons).